# Farbror Frost

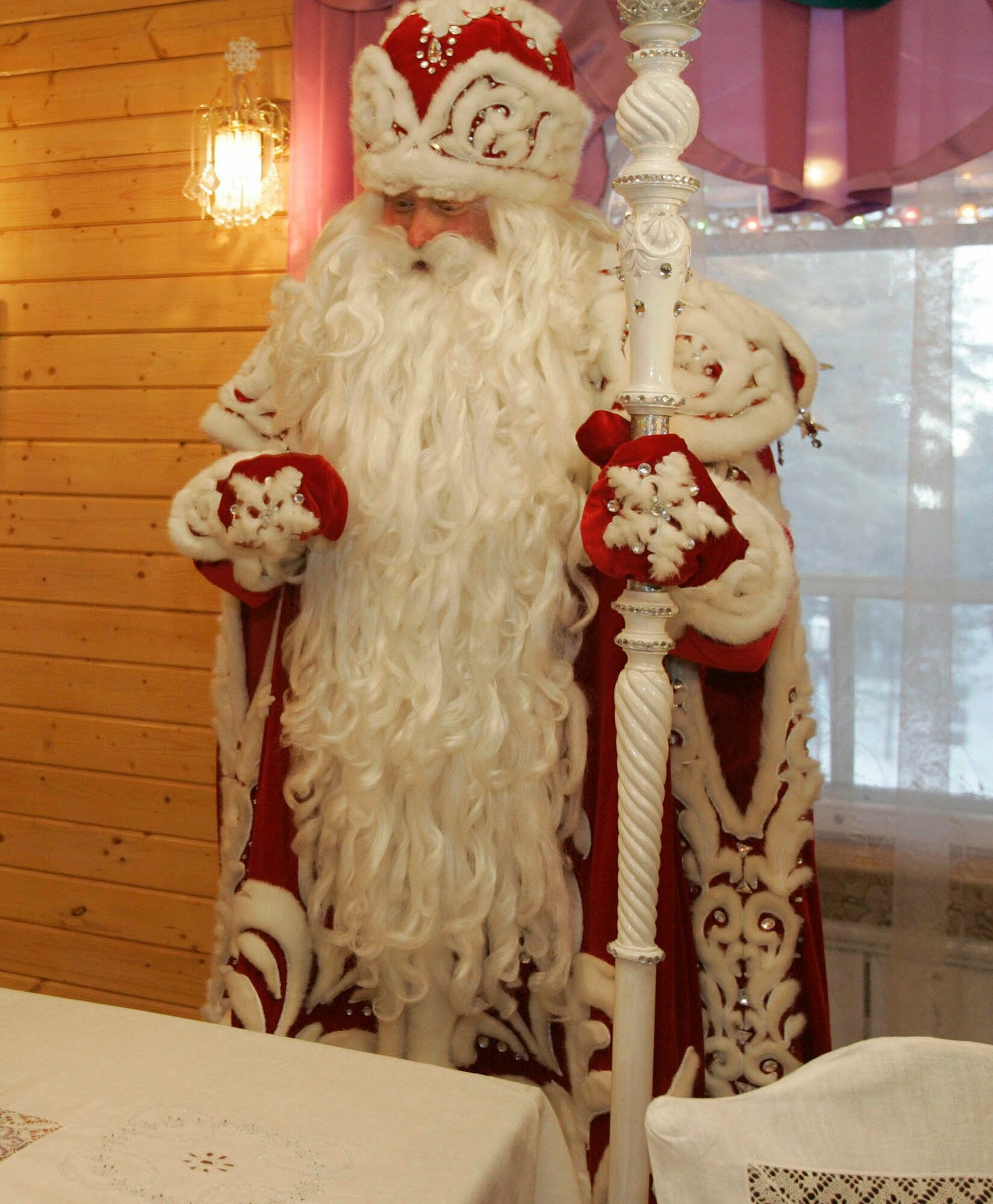
Farbror Frost i sitt hem i Velikij Ustjog.

Farbror Frost, även Farfar Frost (ryska: Де́д Моро́з, Déd Moróz), är den östslaviska motsvarigheten till jultomten. Den har sin bakgrund i en personifikation av vinterkölden och lanserades litterärt (via ryska barnberättelser) i mitten av 1800-talet som en mer jultomteliknande gestalt. Motsvarigheter finns även i vissa väst- och sydslaviska länder.

## Bakgrund
Ursprungligen personifierade Farbror Frost vinterkölden i slavisk mytologi. Han avbildades då som en kortvuxen gubbe med långt grått skägg som sprang över åkrarna och frammanade gnistrande rimfrost. För att blidka kölden och få goda skördar bjöd människorna på blinier och risgrynsgröt som de satte ut på förstutrappan.
Farbror Frost trädde in i den litterära traditionen 1840, i en sagosamling av V.F. Odojevskij. Under namnet Frost Ivanovitj presenterades figuren som bodde i ett istäckt land. Där kunde barn besöka honom; de fick inte presenter, men de blev belönade för väl utfört arbete.
I slutet av 1800-talet infördes motsvarigheten till den julklappsutdelande jultomten, först under namnet ”Морозко” (Morozko, eller kung Frost, på engelska "King Frost") och från och med början av 1900-talet som Де́д Моро́з (Déd Moróz). Den från äldre folktro hämtade kortvuxne gubben kom alltså att förknippas med den kristna högtiden på liknande sätt som tomten växte samman med julen i Sverige.
Efter revolutionen 1917 avskaffades julfirandet och med det även Farbror Frost, officiellt från 1929. Men från 1936 infördes istället nyårsfirande med nyårsträd, Farbror Frost, hans barnbarn Snöflickan och nyårspresenter istället för julklappar.
Farbror Frost hade från början himmelsblå, mörkblå eller vit päls, långt vitt skägg, en stav i handen och filtstövlar på fötterna. Men under inflytande från den angloamerikanska Santa Claus har han numera även röd päls. Han kör en trojka och kommer alltid tillsammans med Snöflickan, som har en vit eller silverskimrande päls, och delar ut presenter till alla på nyårsafton.
Julen, i åminnelse av Kristi födelse, firas 25 december. Den rysk-ortodoxa kyrkan och andra kyrkor som följer den Julianska kalendern, firar Kristi födelse på det datum som är den 7 januari enligt den Gregorianska kalendern.  

## Namnet
Déd Moróz har kallats vid ett antal olika namn i olika länder. På engelska används ibland Father Frost, på svenska syns ibland "Morfar Frost" eller "Morbror Frost"; enligt vissa ordböcker används 'де́д' specifikt i betydelsen morfar.

## Bildgalleri

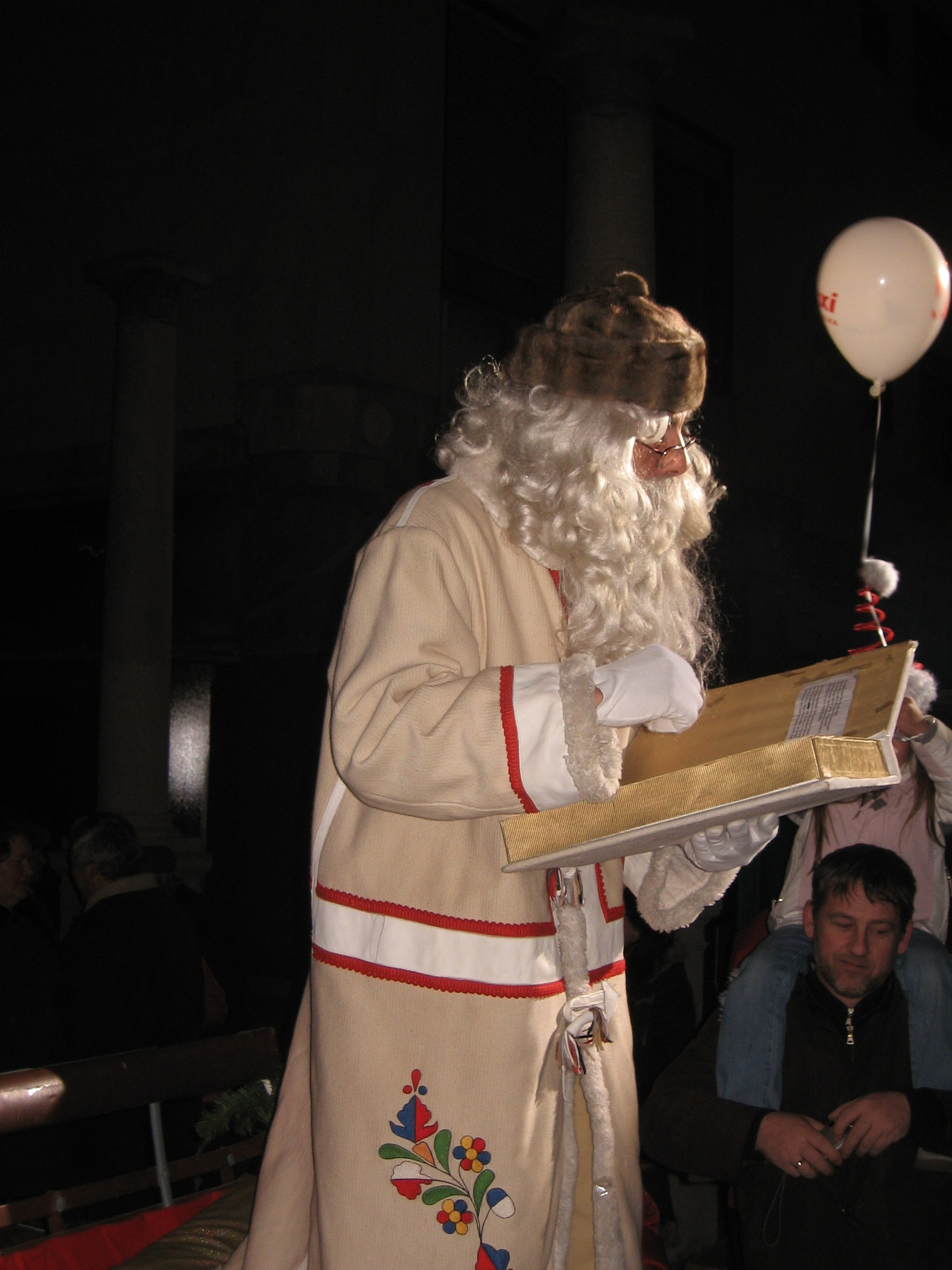
Slovensk Farbror Frost.
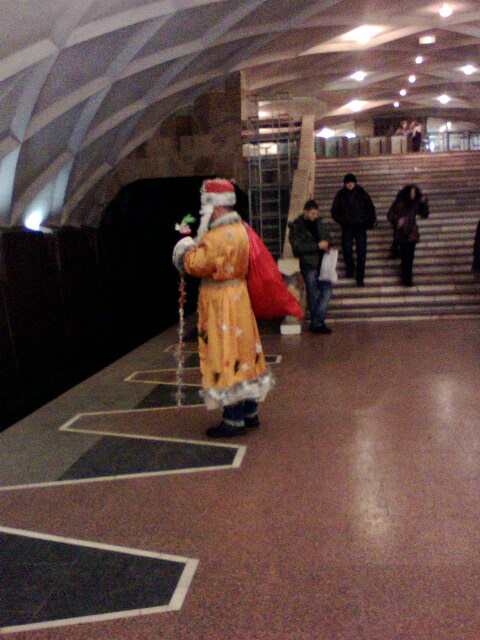
Ukrainsk Farbror Frost i Charkivs tunnelbana.